# Nieuwe watertoren (Oss)
De nieuwe watertoren in de Nederlandse stad Oss is ontworpen door architecten J.A.G. van der Steur en jhr. A.P. Wesselman van Helmond voor het chemisch bedrijf Zwanenberg Organon en is gebouwd in 1951. Deze toren heeft een hoogte van 34,52 meter en een waterreservoir van 85 m³.